# My Sugar Cat
Singles de Mika Nakashima
All Hands Together
(2006) Mienai Hoshi
(2007)
Singles par Nana starring Mika Nakashima
Hitoiro
(2006)
My Sugar Cat est le 19esingle de Mika Nakashima sorti sous le label Sony Music Associated Records le 26 juillet 2006 au Japon. Il atteint la 8e place du classement de l'Oricon. Il se vend à 13 484 exemplaires la première semaine, et il reste 5 semaines dans le classement pour un total de 19 120 exemplaires vendus.
My Sugar Cat a été utilisé comme campagne publicitaire pour Kanebo Kate. La deuxième chanson, Koishikute, est une reprise du groupe masculin japonais, Begin. My Sugar Cat se trouvent sur l'album Yes et sur la compilation No More Rules.

## Liste des titres
| 1. | My Sugar Cat                         | Mika Nakashima | Yoshiko Goshima | 5:11 |
| 2. | Koishikute (恋しくて)                | Begin          | Begin           | 5:52 |
| 3. | My Sugar Cat (Instrumental)          | Mika Nakashima | Yoshiko Goshima | 5:10 |
| 4. | Koishikute (Instrumental) (恋しくて) | Begin          | Begin           | 5:49 |

Vinyl
| 1. | My Sugar Cat                | Mika Nakashima | Yoshiko Goshima | 5:11 |
| 2. | My Sugar Cat (Instrumental) | Mika Nakashima | Yoshiko Goshima | 5:10 |

| 1. | Koishikute (恋しくて)                | Begin | Begin | 5:52 |
| 2. | Koishikute (Instrumental) (恋しくて) | Begin | Begin | 5:49 |